# Порца, Леандро ди
Леандро ди Порца или Леандро ди Порча (итал. Leandro di Porzia o Leandro di Porcia; 22 декабря 1672, Порчия, Венецианская республика — 2 июня 1740, Рим, Папская область) — итальянский куриальный кардинал, бенедиктинец. Епископ Бергамо с 12 апреля 1728 по 18 ноября 1730. Камерленго Священной Коллегии кардиналов с 27 февраля 1736 по 11 февраля 1737. Префект Священной конгрегации Индекса с 11 января по 2 июня 1740. Кардинал-священник с 30 апреля 1728, с титулом церкви Сан-Джироламо-дельи-Скьявони с 10 мая по 20 сентября 1728. Кардинал-священник с титулом церкви Сан-Каллисто с 20 сентября 1728 по 2 июня 1740.